# Денвер Бронкос
«Де́нвер Бро́нкос» (англ. Denver Broncos) — профессиональный клуб по американскому футболу, выступающий в Национальной футбольной лиге. Являются членами Западного дивизиона Американской футбольной конференции (АФК) Национальной футбольной лиги (НФЛ). Команда была основана в 1960 году как уставной член Американской футбольной лиги (AFL) и присоединилась к НФЛ при слиянии лиг в 1970 году.

## История
В январе 2022 года суд отклонил иск наследников владевшего командой в 1981—1984 годах Эдгара Кайзера, претендовавших на приоритетное право выкупить франшизу из-за смерти текущего владельца команды Пэта Боулена и отсутствие законного наследника из числа его семи детей. Тем самым «Денвер Бронкос» стали открыты для продажи, временным владельцем считается президент клуба Джо Эллис.
В мае группа из семи инвесторов во главе с владельцем «Филадельфия Севенти Сиксерс» и «Филадельфия Флайерз» Джошем Харрисом наряду с наследниками Пэта Боулена и Робсоном Уолтоном рассматривалась как основной претендент на покупку команды, чья возможная стоимость оценивалась в 3,75 млрд долл.. 9 августа 2022 года владельцы команд NFL единогласно одобрили продажу «Бронкос» консорциуму Уолтон-Пеннер, новым владельцем стал Роб Уолтон. Одним из участников консорциума стал неоднократный чемпион Formula-1 Льюис Хэмилтон.

## Стадион
«Денвер Бронкос» начал свои выступления на стадионе «Майл Хай Стэдиум», который закрылся в 1991 году. Играя в АФЛ, «Бронкос» время от времени выступали на «Хиллтоп Стэдиум» Денверского университета. Здесь случилась первая в истории победа команды AFL над командой NFL: 5 августа 1967 года «Бронкос» обыграли «Детройт Лайонс» в предсезонной игре.
Денвер называют «городом высотой в милю» (он находится на высоте в одну милю над уровнем моря или 1610 метров), поэтому и стадион был назван «Майл Хай Стэдиум». «Майл Хай Стэдиум» был одним из наиболее громких стадионов в НФЛ, благодаря стальному покрытию пола вместо бетона. Это могло давать «Бронкос» преимущество перед соперниками. В 2001 году команда переехала на стадион «Инвеско Филд эт Майл Хай», построенный на месте снесенного «Майл Хай Стэдиум».

## Название и игровая форма
Название команды «Бронкос» происходит от англ. broncos, «полудикие лошади американских прерий, мустанги».
Оригинальная игровая форма «Бронкос», с которой они дебютировали в 1960 году, привлекала большое внимание к их игре на поле. Они выделялись белыми и горчично-жёлтыми свитерами с контрастирующими коричневыми шлемами, коричневыми кальсонами и носками в вертикальную полоску.

## Достижения
Победители чемпионата лиги (3)
- Победители Супербоула (3)
  - 1997 (XXXII), 1998 (XXXIII), 2016 (50)

Победители конференции (7)
- АФК: 1977, 1986, 1987, 1989, 1997, 1998, 2013

Победители дивизиона (14)
- АФК Запад: 1977, 1978, 1984, 1986, 1987, 1989, 1991, 1996, 1998, 2005, 2011, 2012, 2013, 2014

## Игроки и тренеры

### Члены Зала Славы НФЛ
| Игроки Денвер Бронкос, введенные в Зал Славы | Игроки Денвер Бронкос, введенные в Зал Славы | Игроки Денвер Бронкос, введенные в Зал Славы | Игроки Денвер Бронкос, введенные в Зал Славы | Игроки Денвер Бронкос, введенные в Зал Славы |
| #                                            | Игрок                                        | Позиция                                      | Карьера                                      | Дата включения                               |
| -------------------------------------------- | -------------------------------------------- | -------------------------------------------- | -------------------------------------------- | -------------------------------------------- |
| 24                                           | Уилли Браун                                  | Корнербек                                    | 1963-66                                      | 1984                                         |
| 33                                           | Тони Дорсетт                                 | Раннинбек                                    | 1988                                         | 1994                                         |
| 7                                            | Джон Элвей                                   | Квотербек                                    | 1983-98                                      | 2004                                         |
| 65                                           | Гари Циммерман                               | Тэкл нападения                               | 1993-97                                      | 2008                                         |
| 44                                           | Флойд Литтл                                  | Раннинбек                                    | 1967-75                                      | 2010                                         |
| 84                                           | Шеннон Шарп                                  | Тайт-энд                                     | 1990-99, 2002-03                             | 2011                                         |

### Выведенные из обращения номера
| Неиспользуемые номера Денвер Бронкос |                |           |         |
| #                                    | Игрок          | Позиция   | Карьера |
| 7                                    | Джон Элвей     | Квотербек | 1983-99 |
| 18                                   | Фрэнк Трипучка | Квотербек | 1960-63 |
| 44                                   | Флойд Литтл    | Раннинбек | 1967-75 |

Примечание: В 1963 году номер 18 был выведен из обращения, но в марте 2012 года, спустя 50 лет, Фрэнк Трипучка разрешил передать его Пейтону Мэннингу.

### Главные тренеры
| Главные тренеры Денвер Бронкос |                        |
| Имя                            | Карьера                |
| Фрэнк Файлчок                  | 1960-61                |
| Джэк Фолкнер                   | 1962-64                |
| Мэк Спиди                      | 1964-66                |
| Рэй Малаваси                   | 1966                   |
| Лоу Сабан                      | 1967-71                |
| Джерри Смит                    | 1971                   |
| Джон Рэлстон                   | 1972-76                |
| Рэд Миллер                     | 1977-80                |
| Дэн Ривз                       | 1981-92                |
| Уэйд Филлипс                   | 1993-94                |
| Майк Шэнахен                   | 1995-08                |
| Джош МакДэниелс                | 2009-10                |
| Эрик Студесвилл                | 2010                   |
| Джон Фокс                      | 2011-14                |
| Гэри Кубиак                    | 2015-16                |
| Вэнс Джозеф                    | 2017-18                |
| Вик Фанжио                     | 2019 — настоящее время |

Примечание: Всего 17 главных тренеров за всю историю франшизы.